# جان ای. واکر
جان ارنست واکر (به انگلیسی: John Ernest Walker) (متولد ۷ ژانویه ۱۹۴۱) شیمی‌دان انگلیسی و برنده جایزه نوبل در شیمی است. در سال ۱۹۹۷ به همراه پل بویر به‌طور مشترک «برای تحقیقات به روی ای‌تی‌پی سینتیز در زمینه سنتز آدنوزین تری فسفات»
موفق به کسب جایزه نوبل شیمی شد.